# 1571
1571 (MDLXXI) var ett normalår som började en måndag i den julianska kalendern.

## Händelser

### Mars
- 16 mars – Ryssarna upphäver belägringen av Reval.
- [Mars – Svenskarna besegrar ryssarna i slaget vid Ubagall (efter 16 mars).

### Juni
- 27 juni – Jesus College vid Oxfords universitet grundas av drottning Elisabet I av England. Colleget är det första protestantiska colleget att grundas i Oxford.

### Augusti
- Augusti – Erik XIV med familj förs till Kastelholms slott på Åland.
- 15 augusti – Famagusta blir venetianska befästningen på Cypern, som faller i osmanernas händer.[1]

### Oktober

Slaget vid Lepanto

- 7 oktober – Osmanska riket kämpar mot en allians bestående av Spanien, Kyrkostaten, Venedig och Malta i slaget vid Lepanto, och efter slaget börjar galärernas tillbakagång.[2]
- Oktober – Erik XIV med familj förs till Gripsholms slott.

### Okänt datum
- Laurentius Petris kyrkoordning antas i Sverige.
- En skolordning, med vilken den lutherska kyrkan slutgiltigt övertar det pedagogiska ansvaret från sin katolska föregångare, antas i Sverige. Latin behålls dock som ett huvudämne.
- Tartarer ödelägger Karelen och Savolax.
- Petrus Michaelis Fecht utnämns till kanslisekreterare under Johan III.
- För att svenska staten skall få medel till Älvsborgs lösen påläggs befolkningen en förmögenhetsskatt.
- Johan Baptista Pahr och hans bröder Dominicus och Franciscus inbjuds som arkitekt respektive byggmästare till Sverige.
- För att göra sig av med katolska högtider minskas antalet arbetsfria helgdagar i Sverige under året till 32 (förutom söndagar) genom den så kallade helgdagsreduktionen.
- Det engelska underhuset introducerar förslaget pro forma.[3]

## Födda
- 31 mars – Pietro Aldobrandini, italiensk kardinal och konstmecenat.
- 14 augusti – Anders Bure, svensk generalmatematikus, krigsråd, den svenska kartografins fader.
- 27 december – Johannes Kepler, tysk astronom.
- Lucrezia Marinella, italiensk poet, filosof och författare.

## Avlidna
- 3 januari – Joakim II av Brandenburg, kurfurste av Brandenburg.
- 13 januari – Johan av Brandenburg-Küstrin, markgreve av Brandenburg-Küstrin.
- 24 maj – Gustaf Olofsson till Torpa, svensk friherre och riksråd, lagman i Västergötland samt riksmarsk sedan 1569.
- 7 oktober – Dorothea av Sachsen-Lauenburg, drottning av Danmark och Norge 1534–1559, gift med Kristian III.
- Antonios Eparchos, grekisk humanist.

### Fotnoter
1. ↑  ”World Statesmen (läst 6 april 2011)”. http://www.worldstatesmen.org/Cyprus.html.
2. ↑  Ágoston, Gábor; Guilmartin, John (2007-01-01). ”Victory of the West: The Story of the Battle of Lepanto (review)”. The Journal of Military History 72:  sid. 223–225. doi:10.1353/jmh.2008.0067. https://www.researchgate.net/publication/249904340_Victory_of_the_West_The_Story_of_the_Battle_of_Lepanto_review. Läst 12 november 2019.
3. ↑  ”The Library of Parliament's research tool for finding information on legislation”. Library of Parliament. 28 januari 2010. Arkiverad från originalet den 2 februari 2010. https://web.archive.org/web/20100202015730/http://www2.parl.gc.ca/Sites/LOP/LEGISINFO/index.asp?Language=E&list=faq.